# الفاشية والأيديولوجيا

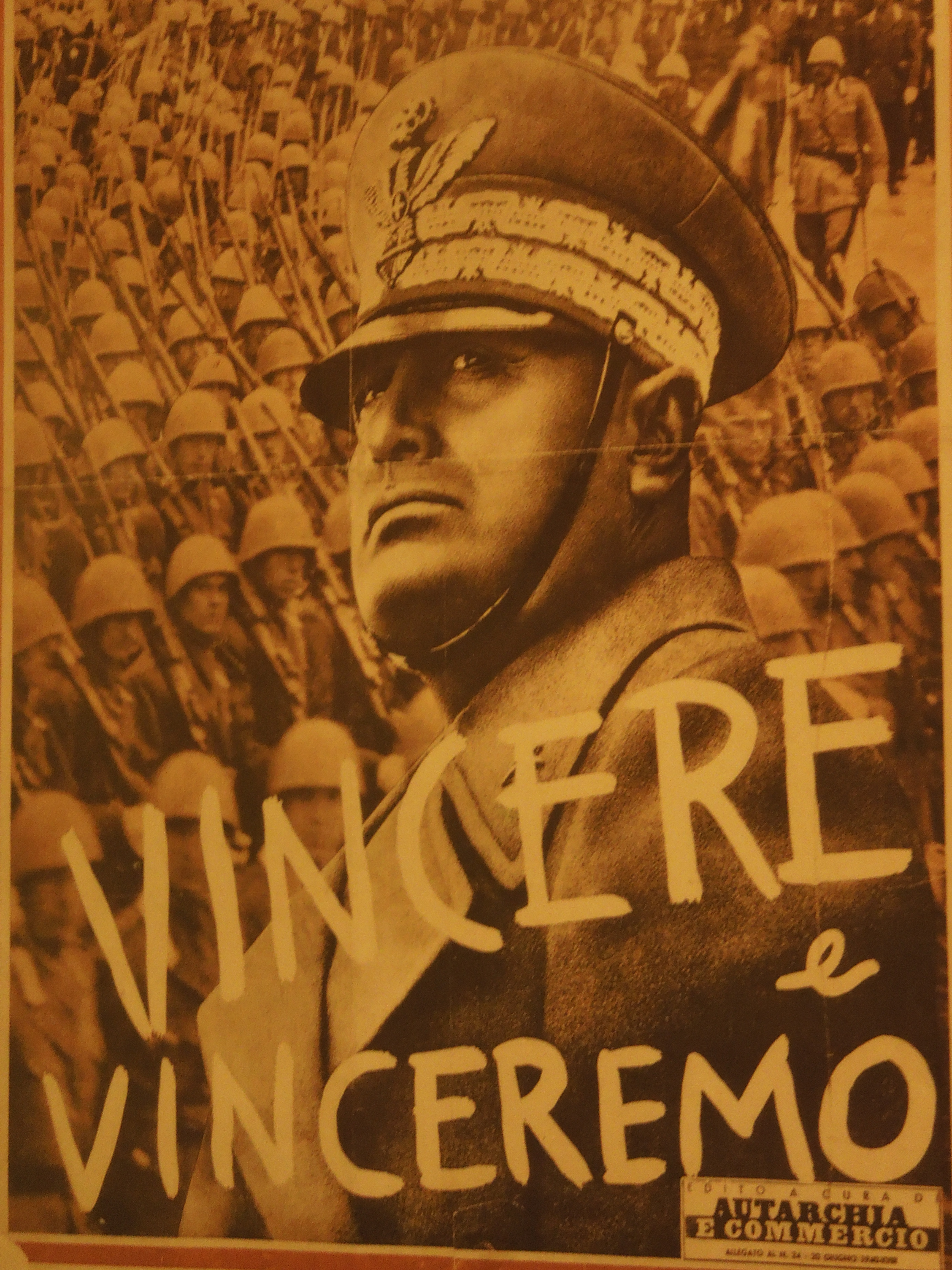

للفاشية تاريخ طويل ويشمل العديد من المصادر. استقى الفاشيون الإلهام من المصادر القديمة مثل الإسبارطيين لتركيزهم على النقاء العِرقي وتشديدهم على حُكم نخبة الأقلية. وعُقدت رابطة بين الفاشية ومُثُل أفلاطون، رغم وجود الفروق الجوهرية بينهما. صاغت الفاشية نفسها باعتبارها الوارث الأيديولوجي لروما، وخصوصًا الإمبراطورية الرومانية. تموضع في صُلب الآراء العنصرية التي تبنتها النازية المفهوم من عصر الأنوار «الثقافة الآرية العالية والنبيلة» المضادة للثقافة السامية «الطفيلية». وفي الفترة ذاتها، ترك رأي جورج فيلهلم فريدريش هيغل بخصوص السلطة المطلقة أثرًا عميقًا في الفكر الفاشي. ويُذكر أن الثورة الفرنسية كانت محورية التأثير إذ اعتبر النازيون أنفسهم محاربين ضد العديد من الأفكار التي أسهمت الثورة في صعودها، وخصوصًا الليبرالية، والديمقراطية الليبرالية، والمساواة العِرقية، في حين استفادت الفاشية إلى حد كبير من الفكرة الثورية المتعلقة بالقومية. تشمل الموضوعات المشتركة في أوساط الفاشيين ما يلي: القومية (بما فيها النزعة القومية العنصرية)، والهرمية، والنخبوية، والعسكرة، والتدين العلماني، والذكورية، والفلسفة. كما يمكن ملاحظة أن الجوانب الأخرى من الفاشية، مثل «أسطورة الانحطاط»، ومعارضة المساواة، والشمولية تنبع من الأفكار المذكورة آنفًا. رغم ذلك، يمكن نسبة الجوانب الرئيسية للفاشية إلى مفهوم يُعرف باسم «الولادة الجديدة للقومية المتطرفة»، وهي نظرية طرحها روجر غريفين، مفادها أن الفاشية هي عبارة عن مزيج بين الشمولية والتطرف القومي يكتسب قداسة عبر أسطورة النهضة والانبعاث القومي.
تتسم طبيعة علاقتها بغيرها من الأيديولوجيات السائدة في زمانها بالتعقيد، عادة ما اتخذت طابعًا عدائيًا وركزت على تجيير جوانبها الشعبية. دعم الفاشيون حقوق الملكية الخاصة للعِرق الآري ودافع الربح في الرأسمالية، ولكنهم سعوا إلى إلغاء استقلالية الرأسمالية الشاملة عبر تعزيز السلطة الخاصة ضمن الدولة. اشترك الفاشيون مع المحافظين في عصرهم في تبني العديد من الأهداف، وتحالفوا معهم من خلال استقطاب الأنصار من صفوف المحافظين الساخطين، وقدموا أنفسهم كبديل يحمل أيديولوجية أكثر معاصرة، وذات تركيز أقل على الجوانب التقليدية مثل الدين. عارضت الفاشية المساواة (المساواة الشعبية) والطابع الدولي للاشتراكية السائدة، ولكنها سعت أحيانًا إلى تقديم نفسها باعتبارها بديلًا اشتراكيًا قوميًا. عارضت الفاشيةُ كلًا مِن الليبرالية، والشيوعية، والاشتراكية الديمقراطية معارضة شديدة.

## الجذور الأيديولوجية

### التأثيرات المبكرة (495 قبل الميلاد – 1880 ميلادية)
يرجع تاريخ التأثيرات المبكرة التي ساهمت في صياغة الأيديولوجية الفاشية إلى اليونان القديمة. أُعجب النازيون بالثقافة السياسية لليونان القديمة وعلى وجه التحديد مدينة إسبرطة الإغريقية القديمة تحت حكم ليكرجوس وإعلائها من شأن السياسة العسكرية والنقاء العِرقي. أكد فيورر النازية أدولف هتلر على وجوب التزام ألمانيا بالقيم والثقافة الهلنستية –لا سيما من تلك النابعة من إسبرطة القديمة. ردّ هتلر على الانتقادات المحتملة للقيم الهلنستية باعتبارها غير جرمانية عبر تشديده على الصِلات بين العِرق الآري والإغريق القدماء، وذكر في كتابه كفاحي: «يجب على المرء ألا يسمح للفروقات بين آحاد الأعراق بإحداث شرخ ضمن المجتمع العِرقي الأكبر».
وتابع القول في كتابه: «يشمل الصراع المعتمل اليوم أهدافًا شديدة الأهمية: تناضل ثقافة في سبيل وجودها، الذي استطال لألوف السنين وضمّ الهلنستية والجرمانية على حد سواء». احتذى النظام شبه الفاشي بقيادة أيوانيس متاكساس مثال الإسبرطيين وأطلق نداءً لليونايين بإلزام أنفسهم بشكل تام للأمة وضبط النفس كما فعل الإسبرطيون. برر أنصار نظام الرابع من أغسطس في ثلاثينيات وأربعينيات القرن العشرين دكتاتورية متاكساس على أساس تقفي أثر «الحضارة الإغريقية الأولى» التي حكمتها ديكتاتورية أثينية بقيادة بريكليس الذي أوصل اليونان القديمة إلى العَظَمة. دعم الفيلسوف الإغريقي أفلاطون العديد من المواقف السياسية المشابهة للفاشية. في كتابه الجمهورية (حوالي العام 380 قبل الميلاد)، يؤكد أفلاطون على الحاجة إلى الملك الفيلسوف في الدولة المثالية. آمن أفلاطون أن الدولة المثالية تحكمها نخبة من الحكام الذين يُعرفون باسم «الأوصياء»، ورفض فكرة المساواة الاجتماعية. كنّ أفلاطون للديمقراطية كل الازدراء، وقال: «تبقى قوانين الديمقراطية دون أثر يُذكر، وحريتها ليست سوى فوضى، والمساواة فيها هي مساواة بين أطراف غير متكافئة». وعلى نحو مماثل للفاشية، زعم أفلاطون أن الدولة المثالية يجب أن تضم نظامًا تربويًا تديره الحكومة مصمم لتخريج حكام ومحاربين مقتدرين؛ ومثل كثيرين من منظري الفاشية، نادى أفلاطون بتطبيق برامج تحسين النسل لتطوير طبقة الأوصياء عبر التناسل الانتقائي في جمهوريته. بالرغم من ذلك، ثمة اختلافات جوهرية بين مُثُل أفلاطون والفاشية. فعلى الضد من الفاشية، لم يدعم أفلاطون أبدًا النزعة التوسّعية، وكان معارِضًا للحروب الهجومية.
قدّم الفاشيون الإيطاليون أيديولوجيتهم بوصفها سليلةً لروما القديمة وبشكل أخص للإمبراطورية الرومانية: كان يوليوس قيصر والإمبراطور أغسطس محط إعجاب شديد للفاشيين الطليان. تنظر الفاشية الإيطالية لدولة إيطاليا المعاصرة باعتبارها وريثة الإمبراطورية الرومانية، وشددوا على الحاجة إلى إحياء الثقافة الإيطالية «للعودة إلى القيم الرومانية». يشير الفاشيون الإيطاليون إلى الإمبراطورية الرومانية على أنها مجتمع متناغم ومستقر بخلاف المجتمع الليبرالي الفرداني المعاصر الذي يتسم بالفوضى. قدّم الفاشيون الإيطاليون يوليوس قيصر كمثال أعلى لقيادته ثورة أطاحت بالنظام القديم وأقام نظامًا جديدًا مستندًا إلى ديكتاتورية حظي بموجبها يوليوس قيصر بالسلطة المطلقة. شدد موسوليني على الحاجة إلى الديكتاتورية، ونظام القيادة النشِطة، وعبادة الزعيم المشابهة ليوليوس قيصر والتي تشمل «إرادة تسعى لإرساء مركز موحّد ومتوازن، والإرادة الجمعية للانخراط في العمل». اتخذ الفاشيون الإيطاليون الإمبراطور أغسطس قدوة باعتباره البطل الذي بنى الإمبراطورية الرومانية. اتخذ الفاشيون الطليان الفاسيز –رمز السلطة الرومانية– رمزًا خاصًا بهم، وتبعتهم في ذلك العديد من الحركات الفاشية التي اقتفت أثرهم. في الوقت الذي نبذ فيه بعض النازيين الحضارة الرومانية لأنهم عدّوها غير متوافقة مع الثقافة الجرمانية الآرية التي صنفوها مستقلة عن الثقافة الرومانية، أُعجب أدولف هتلر شخصيًا بروما القديمة. ركز هتلر على روما القديمة خلال مسيرة صعودها وخلال أوج قوتها باعتبارها نموذجًا ينبغي اقتفاؤه، وأعرب عن إعجابه الشديد بالإمبراطورية الرومانية لمقدرتها على بناء حضارة قوية وموحّدة. وفي أحاديثه الخاصة أرجع هتلر سبب سقوط الإمبراطورية الرومانية إلى تبنيها المسيحية التي سمحت بالاختلاط العِرقي الذي أضعف روما وأفضى في النهاية إلى تدميرها. ترك عصر النهضة في أوروبا بعض التأثيرات على الفاشية. من المعروف أن نيكولو مكيافيللي قد ترك بصمته في الفاشية الإيطالية، وخصوصًا عبر ترويجه لسلطة الدولة المطلقة. رفض مكيافيللي جميع الافتراضات التقليدية والميتافيزية الموجودة في عصره، لا سيما تلك المرتبطة بالقرون الوسطى، وشدد باعتباره إيطاليًا وطنيًا على أن إيطاليا بحاجة إلى دولة قوية وكاملة الصلاحيات يرأسها قائد شديد وقاسٍ مهمته أن يُخضِع إيطاليا بغرض توحيدها.
ترك عصر النهضة في أوروبا بعض التأثيرات على الفاشية. من المعروف أن نيكولو ماكيافيللي قد ترك أثرًا في الفاشية الإيطالية، وخصوصًا عبر ترويجه لسلطة الدولة المطلقة. رفض مكيافيلي جميع الافتراضات التقليدية والميتافيزية الموجودة في عصره، لا سيما تلك المرتبطة بالقرون الوسطى، وشدد باعتباره إيطاليًا وطنيًا على أن إيطاليا بحاجة إلى دولة قوية وكاملة الصلاحيات يرأسها قائد شديد وقاسٍ مهمته أن يُخضِع إيطاليا بغرض توحيدها. اعتبر موسوليني نفسه مكيافليًا معاصرًا وكتب مقدمة لرسالته الدكتوراه الفخرية في جامعة بولونيا –«مقدمة إلى مكيافيللي». أقر موسوليني أن «تشاؤم مكيافيللي فيما يتعلق بالطبيعة البشرية دائمٌ في حذاقته. بكل بساطة لا يمكن الاعتماد على الأفراد «لينصاعوا للقانون، ويدفعوا ضرائبهم، ويقاتلوا في الحرب» بمحض إرادتهم. لا يمكن لأي مجتمع يدار إدارة سليمة أن يمنح السيادة للشعب».